# Izquierda Unida (Spanje)
Izquierda Unida (IU) oftewel Verenigd Links is een Spaanse politieke coalitie die werd opgericht in 1986 door het samenbrengen van verschillende politieke organisaties die tegen de Spaanse toetreding tot de NAVO waren. De coalitie werd opgericht door een aantal linkse, groene socialisten en republikeinen, maar werd gedomineerd door de Communistische Partij van Spanje (PCE). De linkse Carlistische Partij en Humanistische Partij waren ook stichtende leden van de coalitie, maar verlieten de coalitie in 1987.

## Geschiedenis

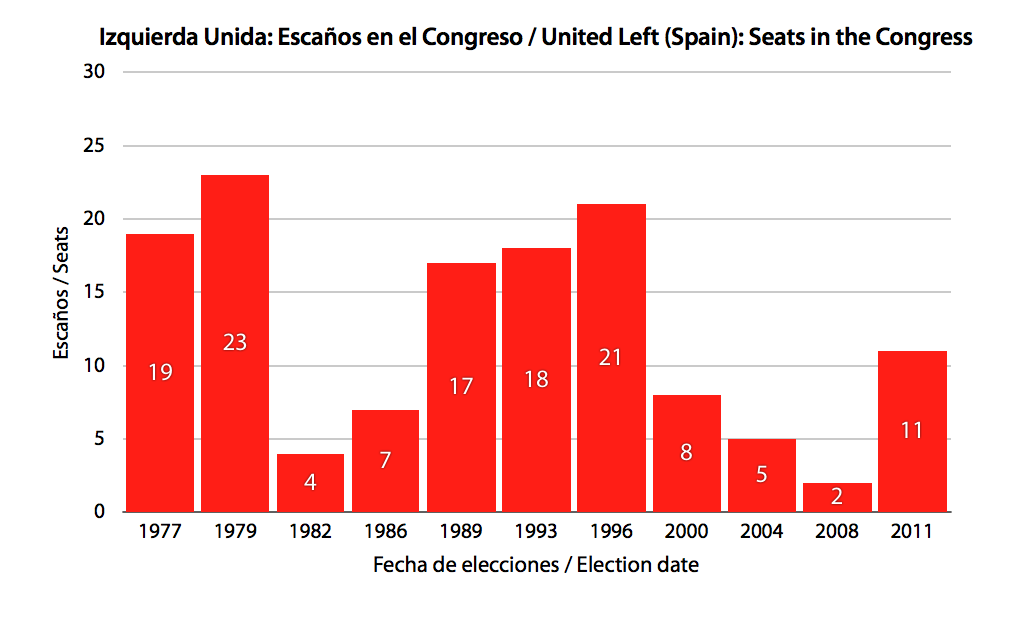
Congres zetels van 1977 (als PCE) tot en met 2011

Na de electorale val van de PCE in 1982 (van 10% naar 3%), verbeterde IU langzaam haar resultaten en het bereikte 9% in 1993 (1.800.000 stemmen) en bijna 11% in 1996 (2,6 miljoen stemmen). Vanaf 1999 daalde de resultaten weer naar 5% in 2000. In die verkiezing had de coalitie een pact met de Spaanse Socialistische Arbeiderspartij (PSOE).
Van 1986 tot 1999 was de leider ook de algemeen secretaris van de PCE, Julio Anguita, gevolgd door Francisco Frutos. Van 2001 tot 2008 was de leider Gaspar Llamazares, die na de slechte verkiezingsresultaten zijn functie neerlegde in 2008. Vanaf 2008 is de leider Cayo Lara. IE heeft een belangrijke draagvlak in Andalusië, Madrid en Asturië, na de communistische basis van de PCE.

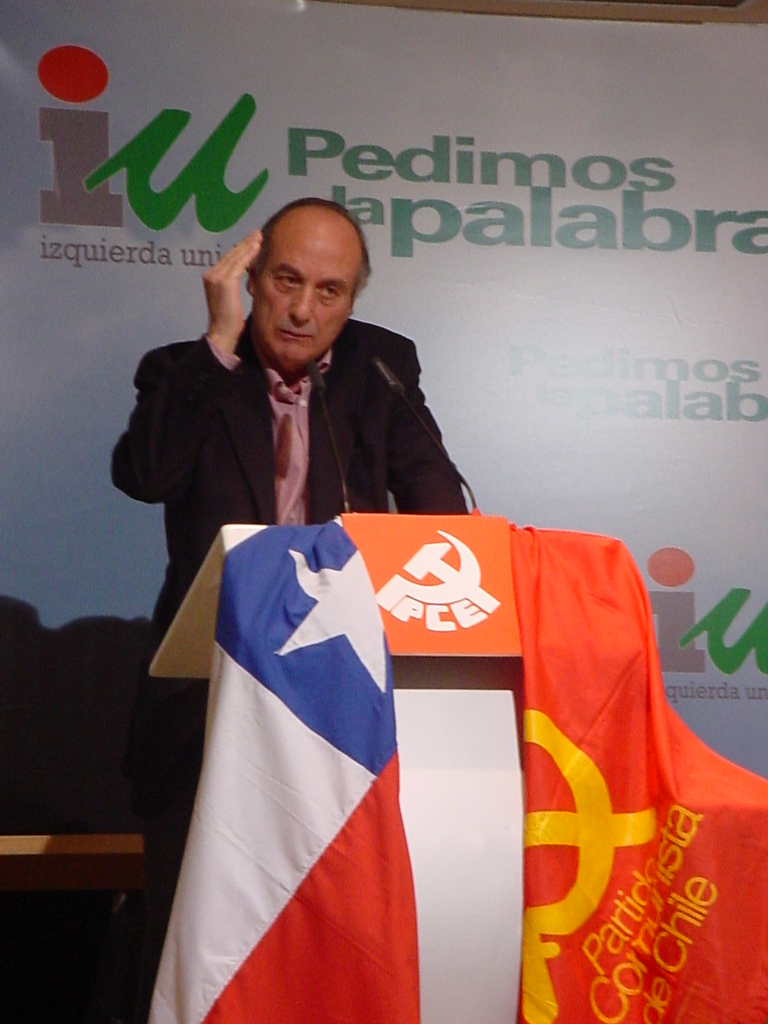
Paco Frutos voert campagne in 2005 voor IU op een vergadering van de PCE (een Chileense vlag en een Communistische Partij van Chili vlag zijn zichtbaar).

IU deed mee aan de parlementsverkiezingen van 2008 in een coalitie met ICV. De coalitie kreeg 963.040 stemmen (3,8%) en twee parlementsleden (een van hen van de ICV), haar slechtste resultaat ooit.
De IU heeft officieel ongeveer 70.000 leden en bijna 2.700 gemeenteraadsleden.
Bij de lokale en regionale verkiezingen van 2011 stopte de IU haar voortdurende verlies met voor het eerste winst sinds 1996. In totaal steeg het stem aandeel van de IU met bijna 1% ten opzichte van 5,48% in 2007 tot 6,33% in 2011, hierdoor wint de coalitie bijna 200 raadsleden en 12 leden van de regionale vergaderingen. Ze leden tegenslagen in Córdoba, die zij hadden bestuurd sinds de jaren 70 (met uitzondering van een periode van vier jaar in de jaren 90) toen de Volkspartij de stad ging besturen. In de Asturische regionale verkiezingen, kreeg de IU kreeg één zetel er bij, maar verving een rechtse regering de vorige PSOE-IU coalitie. In de Spaanse parlementsverkiezingen van 2011 had de coalitie grote winst. Ze kreeg 6,9% van de stemmen en 11 zetels, haar beste resultaat sinds 1996.

## Afdelingen van de IU
- Andalusië: Izquierda Unida Los Verdes – Convocatoría por Andalucía (Verenigd Links / De Groenen – Vergadering voor Andalusië)
- Aragon: Izquierda Unida Aragón (Verenigd Links van Aragon)
- Asturië: Izquierda Xunida d'Asturies (Verenigd Links van Asturië)
- Balearen: Esquerra Unida de les Illes Balears (Verenigd Links van de Balearen)
- Canarische Eilanden: Izquierda Unida de Canarias (Verenigd Links van de Canarische Eilanden)
- Cantabria: Izquierda Unida de Cantabria (Cantabrische Verenigd Links)
- Castilla-La Mancha: Izquierda Unida – Izquierda de Castilla-La Mancha (Verenigd Links – Castilla-La Mancha Links)
- Castilla y León: Izquierda Unida de Castilla y León (Verenigd Links van Castilla en León)
- Ceuta: Izquierda Unida de Ceuta (Verenigd Links van Ceuta)
- Euskadi: Izquierda Unida – Los Verdes: Ezker Anitza (Verenigd Links – De Groenen: Meervoud Links)
- Extremadura: Izquierda Unida – Federación de Extremadura (Unitair Links – Extremadura Federatie)
- Galicië: Esquerda Unida-Izquierda Unida (Verenigd Links van Galicië)
- La Rioja: Izquierda Unida – La Rioja (Verenigd Links-La Rioja)
- Madrid: Izquierda Unida de la Comunidad de Madrid (Verenigd Links van de Gemeenschap van Madrid)
- Melilla: Izquierda Unida – Federación de Melilla (Verenigd Links – Melilla Federatie)
- Murcia: Izquierda Unida – Región de Murcia (Verenigd Links – Murcia)
- Navarra: Izquierda Unida de Navarra – Nafarroako Ezker Batua (Verenigd Links van Navarra)
- Valencia: Esquerra Unida del País Valencià (Verenigd Links van Valencia)